# 显应桥
31°34′21″N 120°17′17″E / 31.57262°N 120.28809°E
显应桥，是位于中华人民共和国江苏省无锡市梁溪区的一座大桥，跨梁溪河，连接棚下街和西水墩。

## 特点
显应桥最早建于清朝，位于西水墩环城河上，后被毁。1965年，重建，为混凝土结构。2001年，再次重建，4月5日开工，6月30日竣工。结构为单跨仿古圆弧形拱桥，以金山石装饰，长32.9米，宽5米，净跨20.74米。

## 文化
显应桥虽小，但嘉庆十九年（1814年）在清朝时期曾因官绅邹炳泰等人拦阻，将其桥堵为坝，阻断下游民众耕种，并将农民举荐的代表支浩明逮捕严刑逼问。因支妻秦氏通过黄如金、觉慧僧等人相助到北京报官，经嘉庆四子智亲王（后道光帝）介入，批准开桥坝、释放支浩明。1930年代此事被排演为戏剧，但遭到当地士绅阻碍被禁演。中华人民共和国成立后，1954年此事被当地艺人整合变成锡剧《显应桥》，开始流传。